# Tastiera semplificata Dvorak

Versione inglese

La tastiera semplificata Dvorak, brevettata nel 1936 da August Dvorak, consentirebbe di scrivere più rapidamente e con meno errori, per via della sua progettazione razionale. Si tratta di un'alternativa alle più conosciute tastiere QWERTY ed è impostabile nativamente nella maggior parte dei sistemi operativi. 

## Vantaggi
August Dvorak realizzò la sua tastiera studiando la lingua inglese e posizionando le lettere più utilizzate al centro della tastiera. Le lettere premute meno frequentemente sono invece spostate all'esterno e le vocali sono tutte spostate nella riga centrale (home row) a sinistra, così da consentire l'alternanza della mano sinistra con quella destra. In questo modo è stato possibile ridurre il movimento delle dita sulla tastiera, sollecitando meno le articolazioni e i muscoli.

## La Dvorak e l'italiano
Parlando dei benefici e dei metodi scientifici che sono stati usati per la creazione della disposizione dei tasti Dvorak, questo layout è stato studiato per la lingua inglese. 
Usando i metodi di scrittura a tastiera cieca, se si trascurano le vocali accentate, che sono assenti, la lingua italiana trae benefici dalla mappatura Dvorak, ma emerge un problema per quanto riguarda la barra spaziatrice. Infatti, il metodo di scrittura cieca prevede la ripartizione della tastiera tra le due mani, ma la barra dello spazio è l'unico tasto che può essere usato da due dita, ovvero i pollici. Per convenzione, se l'ultimo tasto premuto è stato digitato con la mano destra, lo spazio deve essere premuto col pollice sinistro e viceversa. In italiano, quasi tutte le parole finiscono per le vocali A, E, I, O, le quali nella mappatura Dvorak sono da premere tutte con la mano sinistra. Quindi, tranne quando si digita un segno di punteggiatura o si scrivono parole che finiscono per quelle consonanti che sono premute con la mano destra, sarà sempre il pollice destro a digitare lo spazio, con un certo squilibrio tra l'uso delle due mani.

## Record mondiale
Barbara Blackburn è nel Guinness dei primati per essere riuscita a scrivere 150 parole al minuto per 50 minuti utilizzando una tastiera Dvorak.